# 대전광역시서구어린이도서관
대전광역시 서구 어린이도서관은 대전광역시 서구 정림동 소재의 구립 도서관이다.

## 연혁
- 2007. 12. 13 어린이도서관 공사 착공
- 2008. 07. 09 어린이도서관 준공
- 2008. 08. 01 어린이도서관 개관

## 이용 안내
- 운영시간: 9:00 ~ 18:00
- 휴관일
  - 정기 휴관일: 매주 금요일, 국경일, 정부에서 지정하는 공휴일